# دبورا فالکنر
دبورا فالکنر (انگلیسی: Deborah Falconer؛ زادهٔ ۱۳ اوت ۱۹۶۵) بازیگر، خواننده-ترانه‌پرداز و مدل اهل ایالات متحده آمریکا است.
او در فیلم دزدان دریایی بازی کرده است.